# Selina Rutz-Büchel
Selina Rutz-Büchel (* 26. Juli 1991 in Mosnang) ist eine ehemalige Schweizer Leichtathletin. Ihre Spezialdisziplin war die 800-Meter-Distanz.

## Sportliche Laufbahn
Rutz-Büchel ist sechsfache Schweizer Meisterin und vertrat die Schweiz unter anderem bei den Europameisterschaften 2014 in Zürich, wo sie den Halbfinal erreichte. Bei den Hallenweltmeisterschaften 2014 in Sopot in Polen gewann sie ihren Vorlauf in einer neuen persönlichen Hallenbestleistung von 2:00,93 min. Im Finallauf überraschte sie wieder und wurde in 2:01,06 min Vierte.
Ihre bisher grösste Erfolge sind der zweimalige Gewinn der Goldmedaille an den Halleneuropameisterschaften 2015 in Prag und an den Halleneuropameisterschaften 2017 in Belgrad im 800-Meter-Lauf. Die Siegerzeit in Belgrad von 2:00,38 min bedeutete neuen Schweizer Rekord in der Halle. Zuvor war sie am 4. Juli 2015 mit 1:57,95 min Schweizer Rekord im Freien gelaufen. Sie löste Sandra Gasser als Rekordhalterin ab, die 1987 1:58,90 min gelaufen war.
Bei den Europameisterschaften 2016 in Amsterdam wurde Büchel Vierte. An den Weltmeisterschaften 2017 in London schied sie im Halbfinal in 1:59,85 min. aus. Bei den Hallenweltmeisterschaften 2018 in Birmingham kam sie in den Final und belegte den 6. Rang. Bei den Europameisterschaften 2018 in Berlin wurde sie Siebte.
Rutz-Büchel ist zehnfache Schweizer Meisterin. Von 2011 bis 2014 sowie 2019 und 2020 wurde sie Schweizer Hallenmeisterin über 800 Meter. 2011 und 2013 wurde sie Schweizer Meisterin über 800 Meter im Freien sowie 2011 im Kurzcross und 2016 über 400 Meter.
Am 9. November 2022 gab Rutz-Büchel ihren Rücktritt vom Spitzensport bekannt. Als Grund nannte sie gesundheitliche Probleme aufgrund einer Long-Covid-Erkrankung.

## Persönliche Bestleistungen
(Stand: 14. August 2020)
Halle
- 400 Meter: 54,28 s, 19. Februar 2017 in Magglingen
- 600 Meter: 1:27,08 min, 2. Februar 2019 in Magglingen (Schweizer Rekord)
- 800 Meter: 2:00,38 min, 5. März 2017 in Belgrad (Schweizer Rekord)
- 1000 Meter: 2:51,35 min, 28. Februar 2010 in Magglingen
- 1500 Meter: 4:08,95 min, 6. Februar 2016 in Karlsruhe

Freiluft
- 400 Meter: 52,97 s, 22. Juli 2017 in Zürich
- 600 Meter: 1:25,45 min, 17. Mai 2015 in Pliezhausen
- 800 Meter: 1:57,95 min am 4. Juli 2015 in Paris (bis 9. September 2024 Schweizer Rekord)
- 1000 Meter: 2:35,58 min am 14. August 2020 in Monaco
- 1500 Meter: 4:10,12vmin, 27. Juni 2020 in Bern